# Görslövs socken
Görslövs socken i Skåne ingick i Bara härad, ingår sedan 1971 i Staffanstorps kommun och motsvarar från 2016 Görslövs distrikt. 
Socknens areal är 5,54 kvadratkilometer varav 5,48 land.  År 2000 fanns här 239 invånare. Kyrkbyn Görslöv med sockenkyrkan Görslövs kyrka ligger i socknen. 

## Administrativ historik
Socknen har medeltida ursprung. Namnet skrevs före 16 augusti 1889 även Görslövs kyrkobys socken.
Vid kommunreformen 1862 övergick socknens ansvar för de kyrkliga frågorna till Görslövs församling och för de borgerliga frågorna bildades Görslövs landskommun. Landskommunen uppgick 1952 i Staffanstorps landskommun som ombildades 1971 till Staffanstorps kommun. Församlingen uppgick 2002 i Uppåkra församling. Ett mindre område i socknens västra del har över tiden överförts till Burlövs kommun.
1 januari 2016 inrättades distriktet Görslöv, med samma omfattning som församlingen hade 1999/2000.
Socknen har tillhört län, fögderier, tingslag och domsagor enligt vad som beskrivs i artikeln Bara härad. De indelta soldaterna tillhörde Södra skånska infanteriregementet, Livkompaniet och Skånska dragonregementet, Malmö skvadron, Sallerups kompani.

## Geografi
Görslövs socken ligger nordost om Malmö med Sege å i söder. Socknen är en lätt kuperad odlad slättbygd.
I söder utgör Sege å delvis en gräns mot Särslövs och Burlövs socknar. I norr gränsar Görslöv mot Tottarps socken. 
I början av 1800-talet skiftades socknens två byar (Görslöv/Kyrkoby och Nordanå). Detta skedde i två steg; först genom storskiftet sedan genom enskiftet. Till följd av detta flyttades de flesta gårdarna ut från sina gamla lägen centralt i byarna. Kyrkoby låg ursprungligen kring Görslövs kyrka (byggd på 1100-talet) och Nordanå alldeles norr om Sege å, mitt emot Sunnanå på andra sidan ån. I slutet av 1800-talet byggdes en samling hus, cirka 400 meter nordöst om Nordanå gamla byplats, i anslutning till Malmö-Simrishamns järnväg. En station med namnet "Nordanå" anlades också där. Denna är numera nedlagd. Kyrkoby är numera främst namnet på den bebyggelse som finns utmed landsvägen mot Tottarp, norr om den "gamla" kyrkobyn vid Görslöv kyrka.
Enligt 1938 års fastighetstaxering är ägovidden: 472,2 hektar åker, 12,4 tomt och trädgård, 15,2 slåtteräng, 5 kultiverad betesäng, 2 annan betesäng, 2,1 övrig mark. Jordbruksvärde: 1.339.000 kr. Invånarantal var 233 1943.

## Fornlämningar
Ett tiotal boplatser från stenåldern är funna. Från bronsåldern finns rester av två gravhögar.  Strax öster om Nordanå by, på mark tillhörande gården Nordanå 8:4, finns en gravhög benämnd "Görshög". Väster om denna fanns fortfarande på 1770-talet ytterligare en gravhög kallad "Väghög". På Helenelunds gård ägor i socknens östra delar (numera i Burlövs kommun) fanns tidigare en gravhög kallad "Killehög". Gravhögar ska även funnits på ett par andra ställen i socknen. En urnegrav från järnåldern har påträffats på prästgårdens mark.

## Namnet
Namnet skrevs i mitten av 1100-talet Göterslef och kommer från kyrkbyn. Förleden innehåller mansnamnet Götar. Efterleden innehåller löv, 'arvegods'..
Från medeltiden är namnet skriftligt belagt till tre olika byar; Gödersleff Kirkæby(1308), Götherslef Northenaa(1350) och Götherslöff Synnenaa (1320). Det är dock osäkert om det då fanns någon enskild by endast med namnet "Görslöv". Kyrkoby, Nordanå skrivs sedan 1600-talet utan "Görslöv" framförsatt. Även socknen har under perioden i skrift endast benämnts som "Kyrkoby socken".